# Paula Narváez
Paula Verónica Narváez Ojeda (Osorno, 22 mai de 1972) est une psychologue et politique chilienne, membre du Parti socialiste du Chili (PS). Elle a occupé des postes territoriaux et a été Ministre Secrétaire général au sein du deuxième gouvernement de Michelle Bachelet entre 2016 et 2018. Elle est actuellement pré-candidate à l'Élection présidentielle chilienne de 2021.

## Biographie
Née à Osorno, fille de María Luisa Ojeda Fuentealba, de profession Technologue docteur en ophtalmologie et d'Arturo Osvaldo Narváez Werner (1943-2002);  dirigeant syndical, membre du Parti communiste (plus tard du Parti socialiste) et conseiller municipal de la commune de Puerto Varas (1970-1973). Il a été politiquement torturé pendant la dictature militaire de Augusto Pinochet.
Paula Narváez passe son enfance dans la ville de Puerto Montt, ville où elle réalise ses études primaires et secondaires au Colegio Inmaculada Concepción.Elle étudie ensuite la psychologie à l'Université Andrés Bello (UNAB), dont elle sort diplômée en 1996. Elle a une maîtrise en économie et gestion régionale de l'Université Australe et une maîtrise en études latino-américaines de Georgetown University, États-Unis.

## Carrière politique

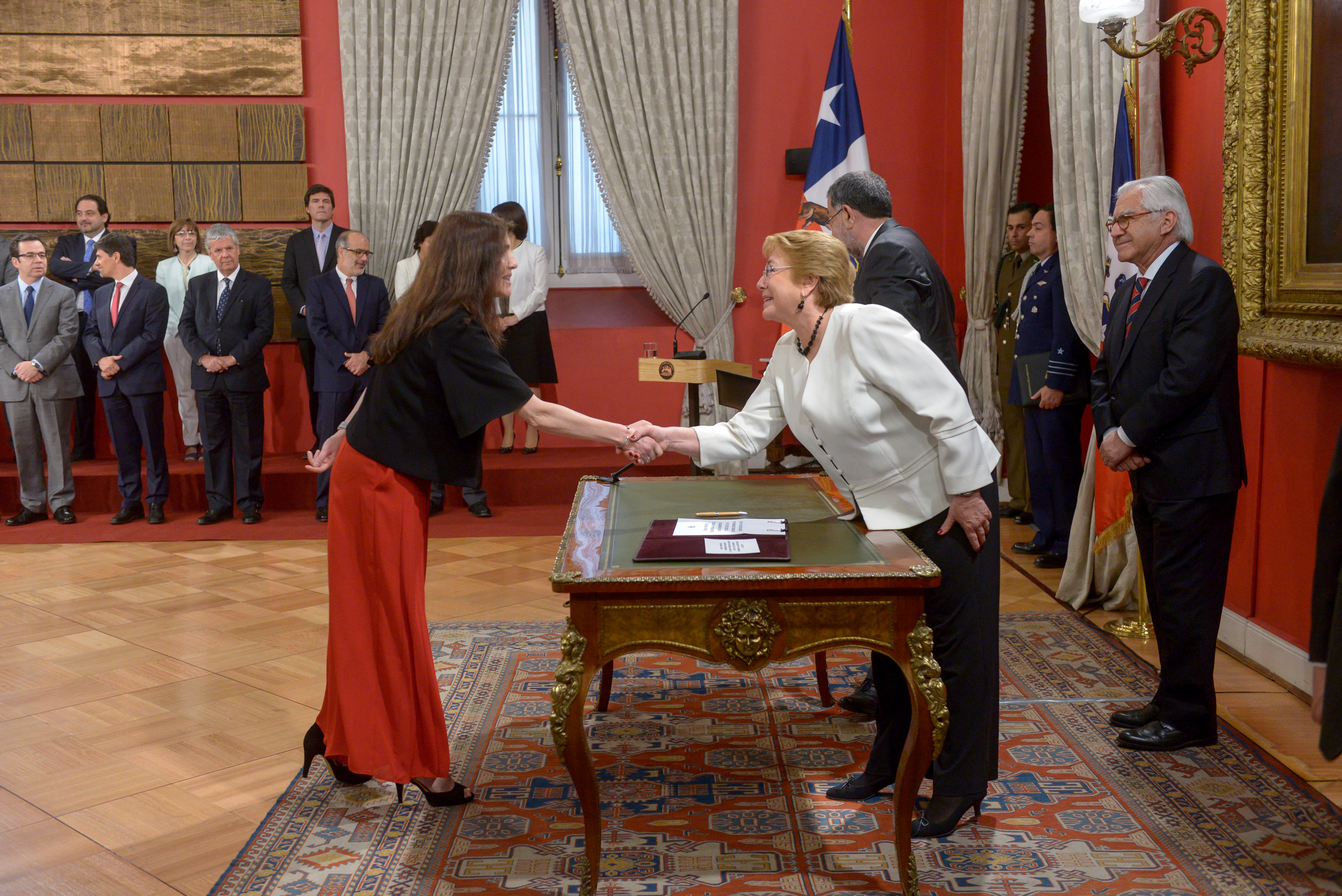
Narváez prend ses fonctions de ministre en 2016.

Elle entre dans l'administration publique de la Région des Lacs, où elle travaille au Service national des femmes (Sernam) et est Secrétaire ministérielle régionale (Seremi) du Travail dans cette région. Dans le premier gouvernement de Michelle Bachelet, elle occupe le poste de responsable de la programmation régionale. En juin 2008, elle est nommée déléguée présidentielle de la Province de Palena par la Présidente Bachelet, au moment de l'éruption du volcan Chaitén qui a débuté en mai de la même année. Son passage par la région est marqué par la polémique de la délocalisation de la ville de Chaitén, une proposition largement rejetée par la population. Narváez quitte ses fonctions en mai 2009, et l'année suivante la décision de délocaliser 5 000 Chaiteninos à Santa Bárbara est abandonnée, étant donné le coût élevé de ce projet,,.

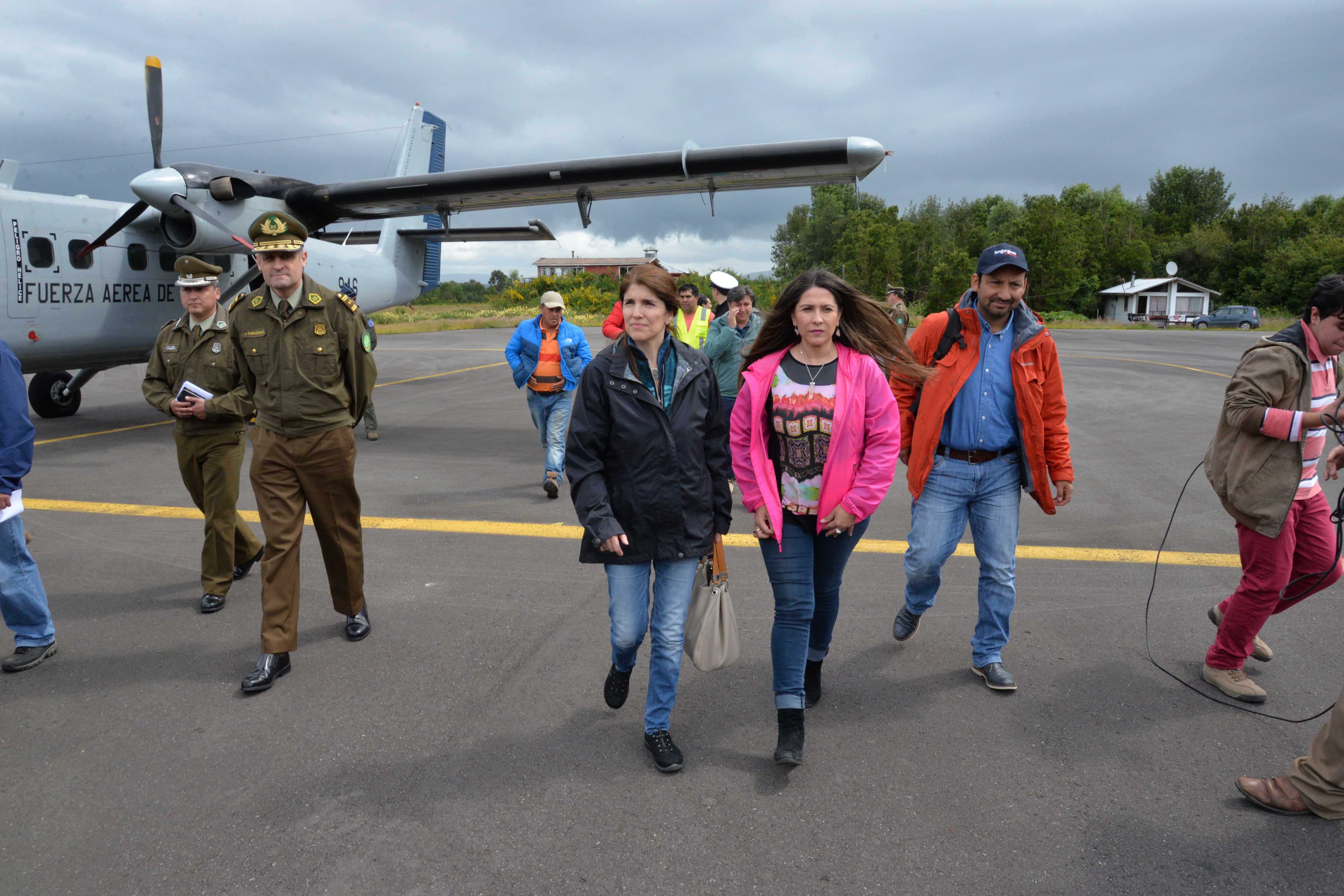
Visite du ministre Narváez dans la Région des Lacs touchée par le Séisme de Chiloé de 2016.

Elle défend farouchement la direction de Bachelet, au point qu'elle a été remise en cause par celle-ci Nueva Mayoría en 2017, quand après la défaite de Alejandro Guillier contre Sebastián Piñera, Narváez a affirmé: «Nous avons subi une énorme défaite électorale, mais la défaite politique reste à voir», arguant que malgré le résultat «le projet politique de progressisme est en vigueur au Chili» en raison des réformes promues par Bachelet. Elle a été conseillère spécialisée sur la participation politique des femmes pour l'Amérique latine et les Caraïbes à l'ONU à partir du 17 septembre 2018. Il a démissionné de ses fonctions avant d'annoncer sa candidature à la présidence.

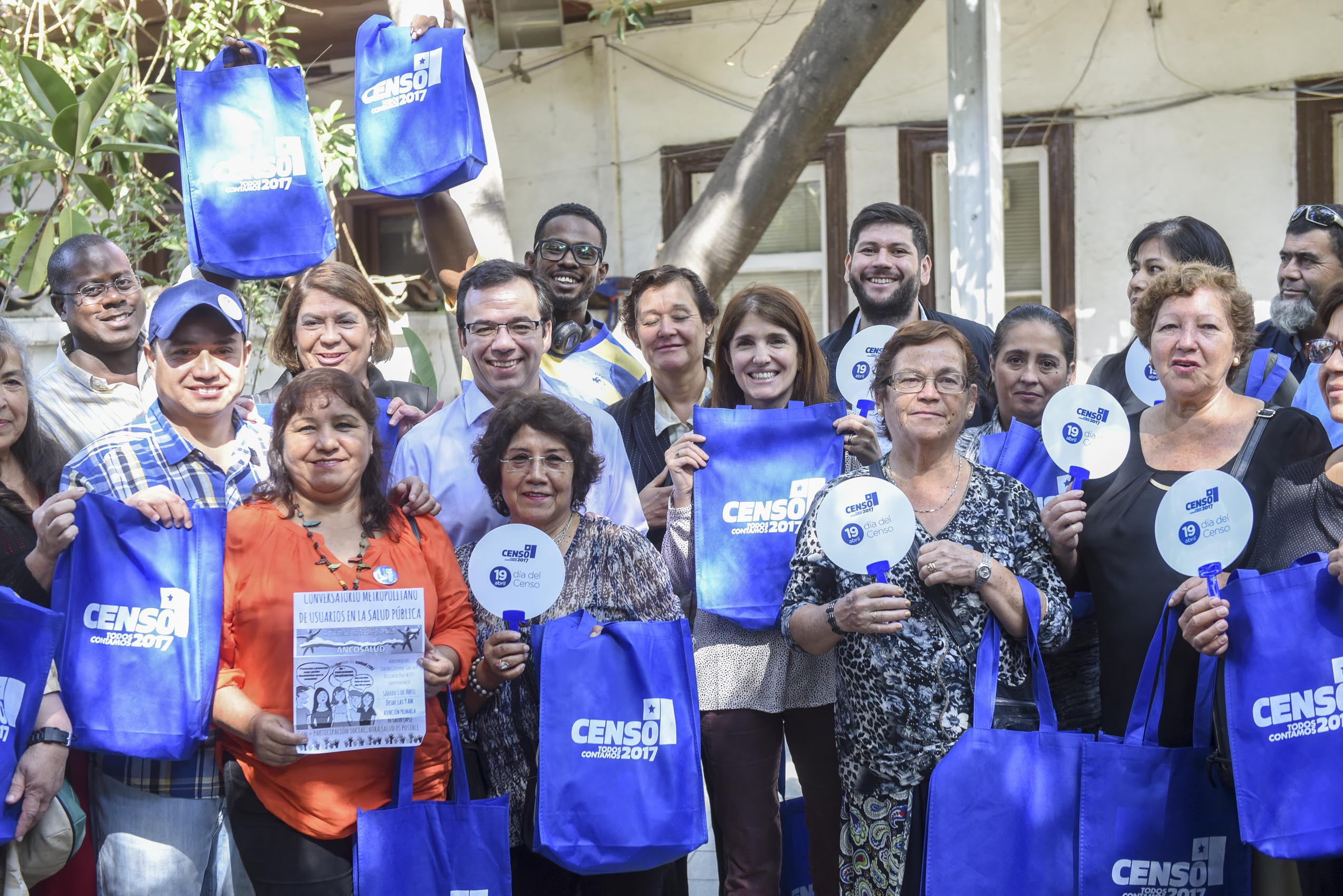
Narváez avec les leaders sociaux en 2017.

### Candidature présidentielle
En décembre 2020, un groupe de femmes et de militants du Parti socialiste du Chili écrit une lettre intitulée Plus Jamais Sans Nous, proposant Paula Narváez comme candidate à la présidence pour les élections de 2021 et exigeant des primaires ouvertes et citoyennes. A ce jour, la lettre a reçu plus d'un millier de signatures, dépassant les attentes initiales de ses auteurs, et a été signée par l'ancienne présidente Michelle Bachelet. Également en décembre, un groupe de citoyens a créé la plate-forme « CiudadnxsPorPaula » (Citoyen(ne)sPourPaula), élargissant la base de soutien de Paula Narváez au-delà du Parti socialiste du Chili.
En tant que candidate présidentielle du PS, du PPD, du PL et du NT, elle présente son programme gouvernemental en juin 2021, lequel compte plus de 400 mesures,. Elle en choisit 40 comme les plus « urgentes et prioritaires », comme l'a fait l'ancien président Salvador Allende lors de la campagne qui l'a conduit à La Moneda en 1970. Parmi celles mises en avant, l'ancienne ministre s'engage à la création de 5 entreprises publiques pour promouvoir une « nouvelle stratégie de développement », qui seraient la Banque Publique de Développement, la Société Nationale de Lithium, la Société Nationale d'Hydrogène Vert, l'Agence Nationale du Numérique et Codelco-Innova.